# Offene Handelsgesellschaft
Offene Handelsgesellschaft – spółka jawna w Niemczech. Spółka osobowa, nieposiadająca osobowości prawnej, która na mocy ustawy może być podmiotem praw i obowiązków. Oficjalny skrót używany w obrocie gospodarczym dotyczący spółki jawnej to OHG.
Podstawowe cechy niemieckiej spółki jawnej OHG:
- OHG tworzą co najmniej dwie osoby

- wkłady do spółki mogą stanowić pieniądze, aporty, jak również usługi

- prowadzenie spraw spółki należy do wszystkich wspólników

- za zobowiązania spółki wspólnicy odpowiadają solidarnie, całym swym majątkiem

- wspólnik odpowiada za zobowiązania spółki nawet wtedy, gdy od niej odstąpił, ale tylko za te podjęte do tego czasu i tylko przez 5 lat

- nowy wspólnik, który dopiero dołącza do spółki, od samego początku odpowiada za zobowiązania już istniejące[2]